# 1998 TB
1998 TB är en asteroid i huvudbältet som upptäcktes den 2 oktober 1998 av den japanska astronomen Tetsuo Kagawa vid Gekko-observatoriet.